# بحر الثعبان

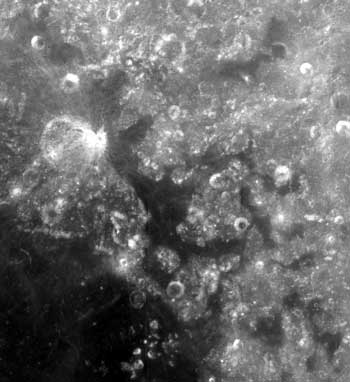
بحر الثعبان

بحر الثعبان (باللاتينية: Mare Anguis) هو بحر قمري يقع داخل بحر الشدائد، ويعود تشكله إلى الفترة النكتارية (الرحيقية) في فترات تطور القمر. توجد قنوات تنحدر من بحر الثعبان إلى بحر الشدائد، وقد تكون مؤشرات محتملة لتدفق الصهارة.
يقدر قطر فوهة هذا البحر بحوالي 150 كم.